# 阿斯科德號小型導彈艦
阿斯科德號小型導彈艦（俄语：Аскольд），是俄羅斯海軍22800型間斑寇蛛級小型導彈艦。該艦之所以知名，主要是因為其在俄羅斯入侵烏克蘭期間因被導彈攻擊而損毀。由於該艦尚未通過測試，因此該艦未曾服役。

## 歷史
阿斯科德號於2015年11月18日在刻赤扎利夫造船廠建造。序號為802。2021年9月21日下水並進行測試至2023年11月。
2023年11月4日，烏克蘭武裝部隊對札利夫造船廠發動導彈攻擊。襲擊發生時，阿斯科德號位於碼頭，正在完工。據多個消息來源稱，其至少被一枚法國製造的斯卡普-EG反艦導彈擊中。隨後烏軍稱，阿斯科德號受損嚴重，可能無法修復。。而烏克蘭空軍事後在Twitter貼文，帖子包含一張斯卡普導彈的照片。